# Tlapacoyan (Veracruz)
Tlapacoyan es una localidad del estado mexicano de Veracruz. Es cabecera del municipio de Tlapacoyan.

## Demografía
| Censo | Población |
| ----- | --------- |
| 1900  | 2 611     |
| 1910  | 2 333     |
| 1921  | 2 876     |
| 1930  | 3 526     |
| 1940  | 3 953     |
| 1950  | 6 313     |
| 1960  | 8 580     |
| 1970  | 13 172    |
| 1980  | 14 000    |
| 1990  | 26 064    |
| 1995  | 29 799    |
| 2000  | 31 674    |
| 2005  | 33 151    |
| 2010  | 35 338    |
| 2020  | 35 893    |